# Bell Canada
Bell Canada (comunemente chiamata Bell) è una compagnia di telecomunicazioni canadese con sede a Montreal, Québec, Canada. 
È l'incumbent local exchange carrier per servizi telefonici e DSL su Internet nella maggior parte del Canada est del Saskatchewan e nei territori settentrionali e un'importante compagnia di scambio locale competitiva per clienti aziendali nelle province occidentali.
La sua controllata Bell Aliant fornisce servizi nelle province atlantiche. 
Fornisce servizi mobili attraverso la sua sussidiaria Bell Mobility (incluso il marchio flanker Virgin Mobile Canada) e la televisione attraverso le sue sussidiarie Bell TV (trasmissione diretta via satellite) e Bell Fibe TV (IPTV).
I principali concorrenti di Bell Canada sono Rogers Communications in Ontario, Telus e Shaw Communications nel Canada occidentale, Quebecor (Videotron) e Telus in Québec. 
La compagnia serve oltre 13 milioni di linee telefoniche e ha sede nel complesso Campus Bell di Montréal.
Bell Canada è una delle risorse principali di BCE Inc., precedentemente nota come Bell Canada Enterprises, Inc. 
Oltre alle proprietà di telecomunicazioni di Bell Canada, BCE possiede anche Bell Media (che gestisce proprietà di mass media tra cui la rete televisiva nazionale CTV) e detiene interessi significativi nel club di hockey su ghiaccio di Montreal Canadiens e in Maple Leaf Sports & Entertainment, proprietario di numerosi franchise sportivi professionali a Toronto.